# José Antonio Lizana
José Antonio Lizana Arce (Santiago, 11 de abril de 1977) es un escritor, Diplomado en periodismo deportivo y Cronista chileno.
Es un activo miembro del directorio del Instituto de Historia y Estadística del Fútbol Chileno (IHE)   

## Biografía

### Familia y estudios
Realizó sus estudios básicos en el Colegio D-63 “República de Colombia” y secundarios en el Liceo Darío E. Salas A-16 en Santiago de Chile.
Oriundo del barrio San Eugenio y vecino del extinto Estadio Ferroviario Hugo Arqueros Rodríguez. Su afición por el fútbol y por el deporte nacen desde el día en que su padre lo llevó a la cancha de los “tiznados”.
Entre los años 2009 y 2011 participó en los talleres virtuales de los destacados periodistas argentinos Pablo Aro Geraldes (Revistas El Gráfico, Fox Sports y France Football), Emilio Fernández Cicco (Revistas Rolling Stones, Playboy y Newsweek) y Julio Orione (Diario El Clarín, La Nación y Revista Conozca Más).
En 2011 cursó el Diplomado de Periodismo Deportivo impartido por la Universidad Alberto Hurtado. En ese año, conjuntamente con el ex zaguero internacional Elías Figueroa fue miembro del jurado del concurso de literatura deportiva “Juégatela por el fútbol”, evento organizado por la Asociación Regional de Fútbol Amateur de la Quinta Región de Valparaíso.

### Vida laboral
Desde el 2000, con 23 años de edad, ha estado ligado a la actividad editorial, área en la que ha colaborado en innumerables publicaciones como editor y como productor gráfico. Entre ellas: Crónicas de Lafourcade y El Inesperado de Enrique Lafourcade; Más allá del humor de Coco Legrand; El adelantado Don Diego de Almagro de la dramaturga Isidora Aguirre; Un capitán galopa en las fronteras del infierno del poeta Enrique Volpe e Infierno de Dante Hoy de la destacada escultora Virginia Huneeus.
Desde 2010, además ha incursionado en la radiotelefonía, algunas tales como: Radios Colo-Colo, Santiago Bueras de Maipú, San Ignacio de Padre Hurtado, Pasión de Hincha, La Clave, Santiago y El Mirador del Gallo del barrio San Eugenio. También ha participado en televisoras internacionales como Telesur de Venezuela, Televisión Azteca señal Atlanta, Teleradio América de República Dominicana y en las nacionales como Televisión Nacional de Chile y UCV Televisión.  Ha colaborado en los diarios "La Batalla de Maipú", Diario "La Pulenta" y revista "Panenka" de España.
El año 2009, el Círculo de Periodistas Deportivo le otorgó el premio “Aporte a la Literatura Deportiva”. Distinción que compartió con grandes del periodismo deportivo chileno: Luis Urrutia O'Nell, Juan Cristóbal Guarello, Esteban Abarzúa y Pedro Carcuro, entre otros.
El año 2019, fue distinguido con el premio de la categoría relato que entrega la “Agrupación de Escritores del Fútbol Chileno”.
Algunas reseñas de sus trabajos se encuentran disponibles en los portales Memoria Chilena y Chile para niños.
Sus columnas y comentarios se pueden leer en los sitios webs Blog Mojando la camiseta y Le Monde Diplomatique edición chilena.

### Obras
Ha escrito cuatro libros, los cuales han sido lanzados exitosamente en el marco de la Feria Internacional del Libro de Santiago.
Su primera publicación independiente, en 2008: “Ceacheí”: Palabra de Campeón, recoge los testimonios de 31 grandes deportistas de todos los tiempos, correspondiente a variadas disciplinas deportivas. En 18 deportes, la nómina incluye a los siguientes deportistas:
- Ajedrez: Iván Morovic,
- Atletismo: Omar Aguilar, Marlene Ahrens, Sebastián Keitel, Erika Olivera, Gert Weil,
- Boxeo: Carlos Lucas, Benedicto Villablanca,
- Fútbol: Carlos Caszely, Leonel Sánchez, Jaime Pizarro,
- Gimnasia Aeróbica Deportiva: Carolina Chacón,
- Golf: Nicole Perrot,
- HockeyPatín: Rodrigo Quintanilla, Constanza Reyes,
- Kung-Fu: Carolina Barros,
- Motociclismo/Rally: Carlo de Gavardo,
- Natación: Kristel Köbrich,
- Patincarrera: Marcela Cáceres, Francisco Fuentes, Catherine Peñán,
- Pesas: Cristián Escalante,
- Remo: Miguel Cerda, Christián Yantani,
- Tenis: Jaime Fillol, Horacio de la Peña, Marcelo Ríos,
- Triatlón: Cristián Bustos,
- Tiro al vuelo/Skeet: Alfonso de Iruarrizaga,
- Tiro con Arco: Denisse Van Lamoen
- Vela: Alberto González.

El Círculo de Periodistas Deportivos en su revista institucional destacó este primer libro dentro de la producción literaria deportiva correspondiente al año 2008.
En la página "El Mundial de Fútbol de 1962" que publica Memoria chilena (Biblioteca Nacional) incluye entre los documentos la entrevista a Leonel Sánchez del libro "Ceacheí, palabra de campeón".
En 2009  lanza “Rayando la Cancha” – Crónicas Deportivas, una selección de crónicas publicadas en diversos medios digitales durante los años 2008 y 2009. 
En 2010 publica “Mojando la Camiseta” – Columnas Deportivas, compilación de columnas y entrevistas difundidas en medios digitales durante ese mismo año. 
En mayo de 2014 publica su cuarto libro correspondiente a su tercero de crónicas y opiniones:  “Pisando la Pelota”- Comentarios Deportivos. Una compilación de sus columnas que recogen la contingencia deportiva nacional entre los años 2010 y 2014. 
En noviembre de este mismo año, Lizana, integra parte de los 21 autores del libro: “Una forma de vida, relatos de hinchas chilenos" (Compilación de Roberto Rabi), con su cuento sobre el Club de Deportes Ferroviarios de Chile titulado “Manifiesto en amarillo y negro.”
En diciembre de 2018, pública su quinta obra “Pelota en la (s) red (es) sociales". Textos, frases, pensamientos, citas y reflexiones sobre coyuntura futbolística, nacional e internacional, de los años 2017 y 2018.
En 2018, su crónica "Con hambre de león", fue incluida en el libro "Toda la historia de la U" de los autores Roberto Rabi y Gustavo Villafranca. En 2020, el periodista Rodrigo Retamal citó una entrevista de Lizana en su libro "Cuando fuimos a la Libertdores del 70" y su cuento "Un seis un siete" obtuvo mención honrosa en el libro "Relatos Populares 4" de Editorial Trayecto.
En 2023, publicó el libro “Más allá de la cancha". Frases del fúbol 2019-2022. Este texto reúne la contingencia del fútbol nacional e internacional en noventa frases en pandemia, incluidas las frases más impactantes, emocionantes y controvertidas del Mundial de Qatar. 

### Biografía en los siguientes libros de José Antonio Lizana
- "Ceacheí”: Palabra de Campeón", Gráfica Lom, año: 2008, 278 páginas. ISBN 956-310-283-5. Registro de Propiedad Intelectual N° 156.696
- "Rayando la Cancha” - Crónicas deportivas", Gráfica Lom, año: 2009, 150 páginas. ISBN 978-956-332-035-0. Registro de Propiedad Intelectual N° 182.364
- "Mojando la Camiseta” - Columnas deportivas,  Gráfica Lom, año: 2010, 140 páginas. ISBN 978-956-332-733-5. Registro de Propiedad Intelectual N° 193.958
- "Pisando la pelota" - Comentarios deportivos. Ediciones Ceacheí, año 2014, 134 páginas. ISBN 978-956-353-607-2. Registro de Propiedad Intelectual N° 237.727.
- Revista El Abrazo de Maipú N° 55 de octubre de 2011, página 8.
- Revista del Círculo de Periodistas Deportivos de Chile 2009, página 18.
- Periódico El Crá, año 2008:  N° 14, página 15 y N° 35, página 13.
- Suplemento Deportes Mujer de El Mercurio del 14 de febrero de 2013, página 7.
- Revista El Maipucino N° 101 Año 5, enero de 2010, página 4.
- Libro "Una forma de vida, relatos de hinchas chilenos" de Roberto Rabi González (Compilador). ISBN 978-956-211-146-1. Registro de Propiedad Intelectual N° 247.317 de 2014.
- Libro "Pelota en la(s) red(es) sociales” - Textos, frases, pensamientos, citas y reflexiones deportivas. Ediciones Ceacheí, año 2018, 98 páginas. ISBN 978-956-398-408-8. Registro de Propiedad Intelectual N° 298.369 de 2018.